# Amphekes gymna
Amphekes gymna är en fjärilsart som beskrevs av Collenette 1935. Amphekes gymna ingår i släktet Amphekes och familjen tofsspinnare. Inga underarter finns listade i Catalogue of Life.